# 351
351 (CCCLI) var ett normalår som började en tisdag i den julianska kalendern.

## Händelser

### Mars
- 15 mars – Constantius II upphöjer sin kusin Constantius Gallus till caesar och sätter honom att härska över den östra delen av Romarriket.

### September
- 28 september – Constantius besegrar Magnentius i slaget vid Mursa Major.

### Okänt datum
- Makedonios återinsätts som patriark av Konstantinopel.
- I Indien upptäcker man en ny procedur som möjliggör framställandet av socker ur sockerrör.

## Avlidna
- Paulus I, avsatt patriark av Konstantinopel
- Fincormachus, kung av Skottland